# Lane Cove Council
Lane Cove är en kommun i Australien. Den ligger i delstaten New South Wales, i den sydöstra delen av landet, nära delstatshuvudstaden Sydney. Antalet invånare är 33 996.
Följande samhällen finns i Lane Cove:
- Greenwich
- Lane Cove West
- Lane Cove
- Longueville
- Northwood
- Linley Point

Runt Lane Cove är det i huvudsak tätbebyggt. Genomsnittlig årsnederbörd är 1 380 millimeter. Den regnigaste månaden är februari, med i genomsnitt 200 mm nederbörd, och den torraste är juli, med 36 mm nederbörd.